# Kostel Panny Marie Pomocnice křesťanů (Odrovice)
Kostel Panny Marie Pomocnice křesťanů je římskokatolický chrám v obci Odrovice v okrese Brno-venkov.
Nachází se na severním okraji obce, při silnici II/395. Jedná se o novorománskou stavbu s věží ve východním průčelí a polygonálně zakončeným kněžištěm. Postaven byl v roce 1900.
Za kostelem se nachází hřbitov.
Je filiálním kostelem malešovické farnosti.

## Galerie

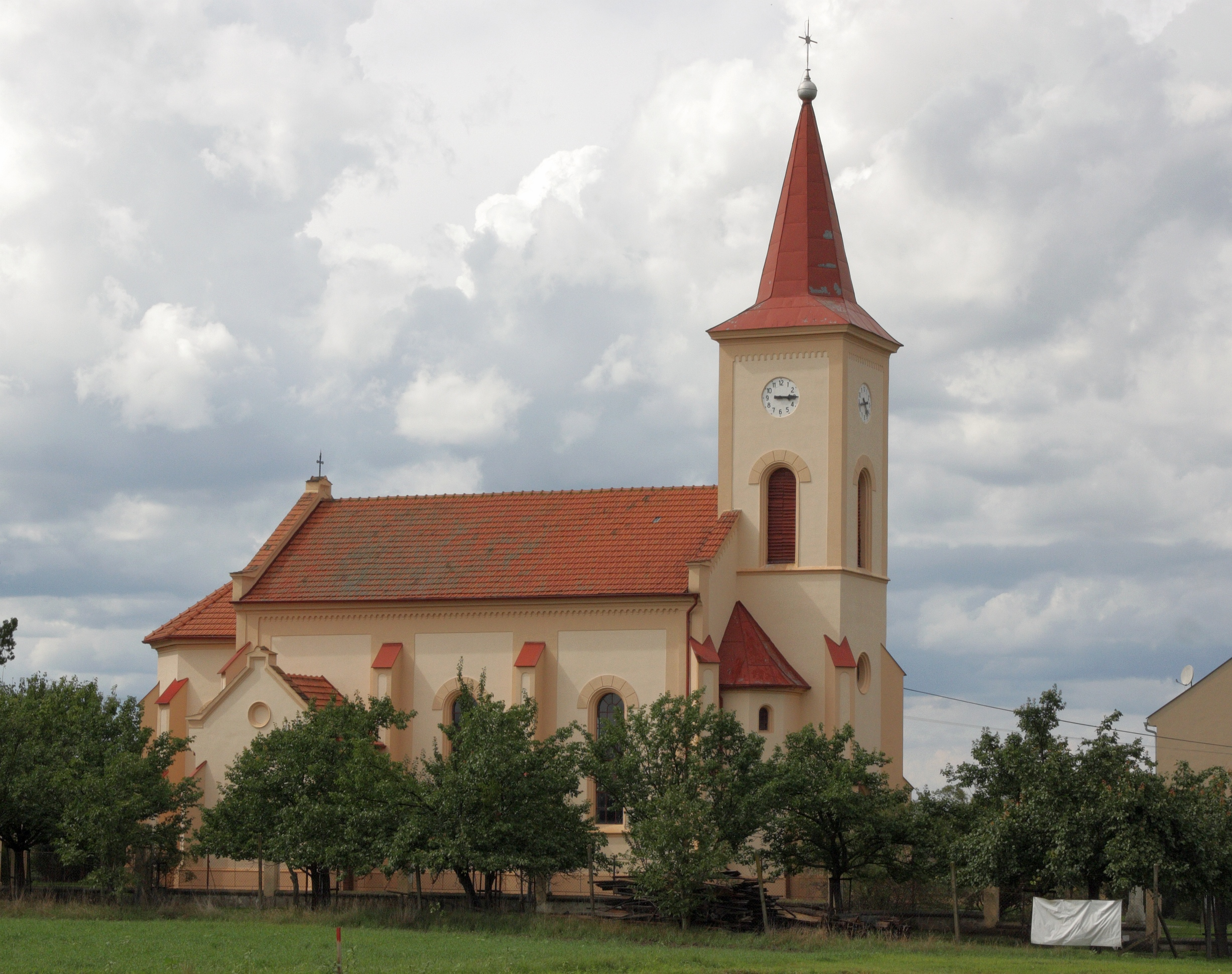
pohled od jihu
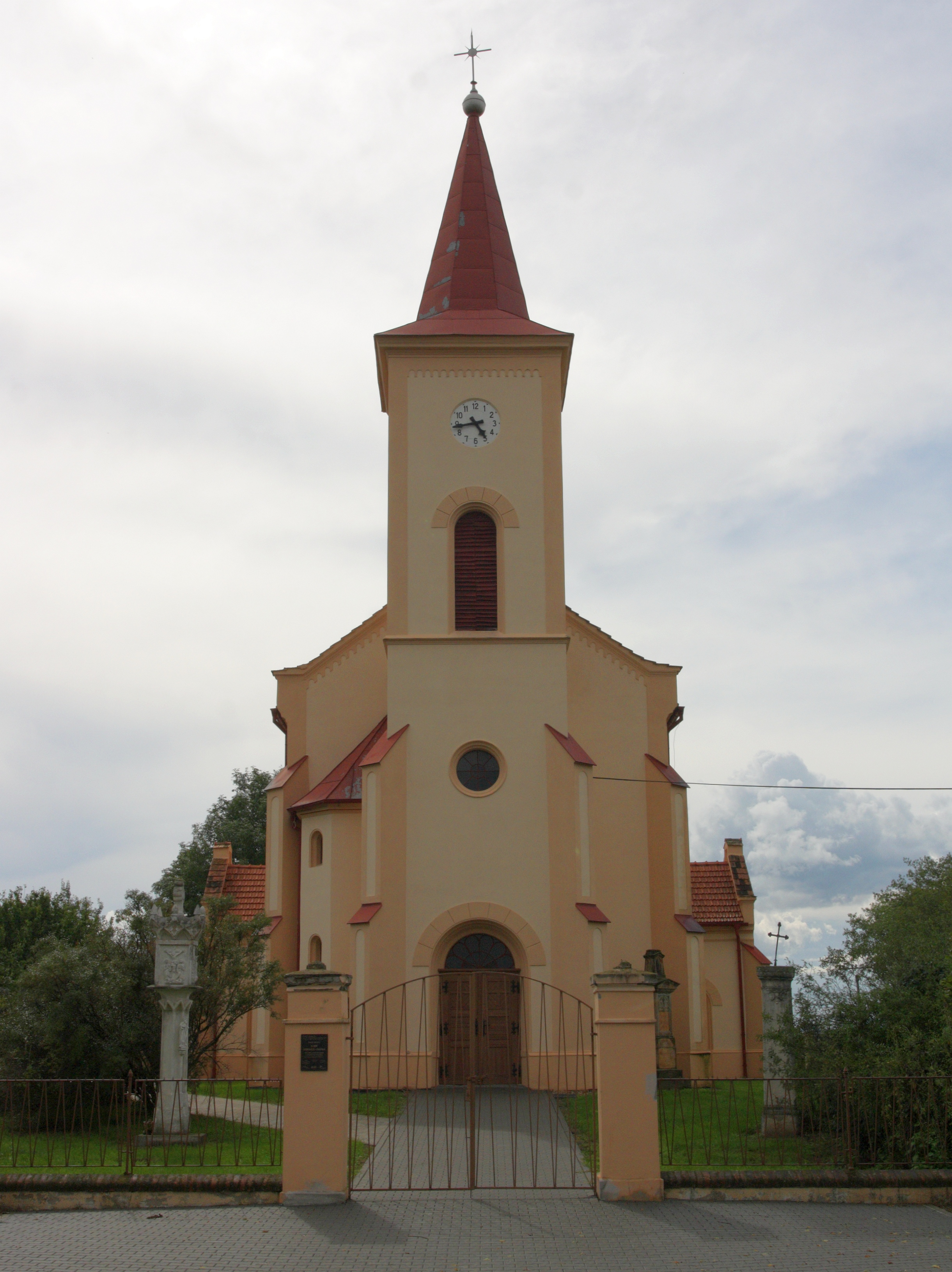
východní pohled
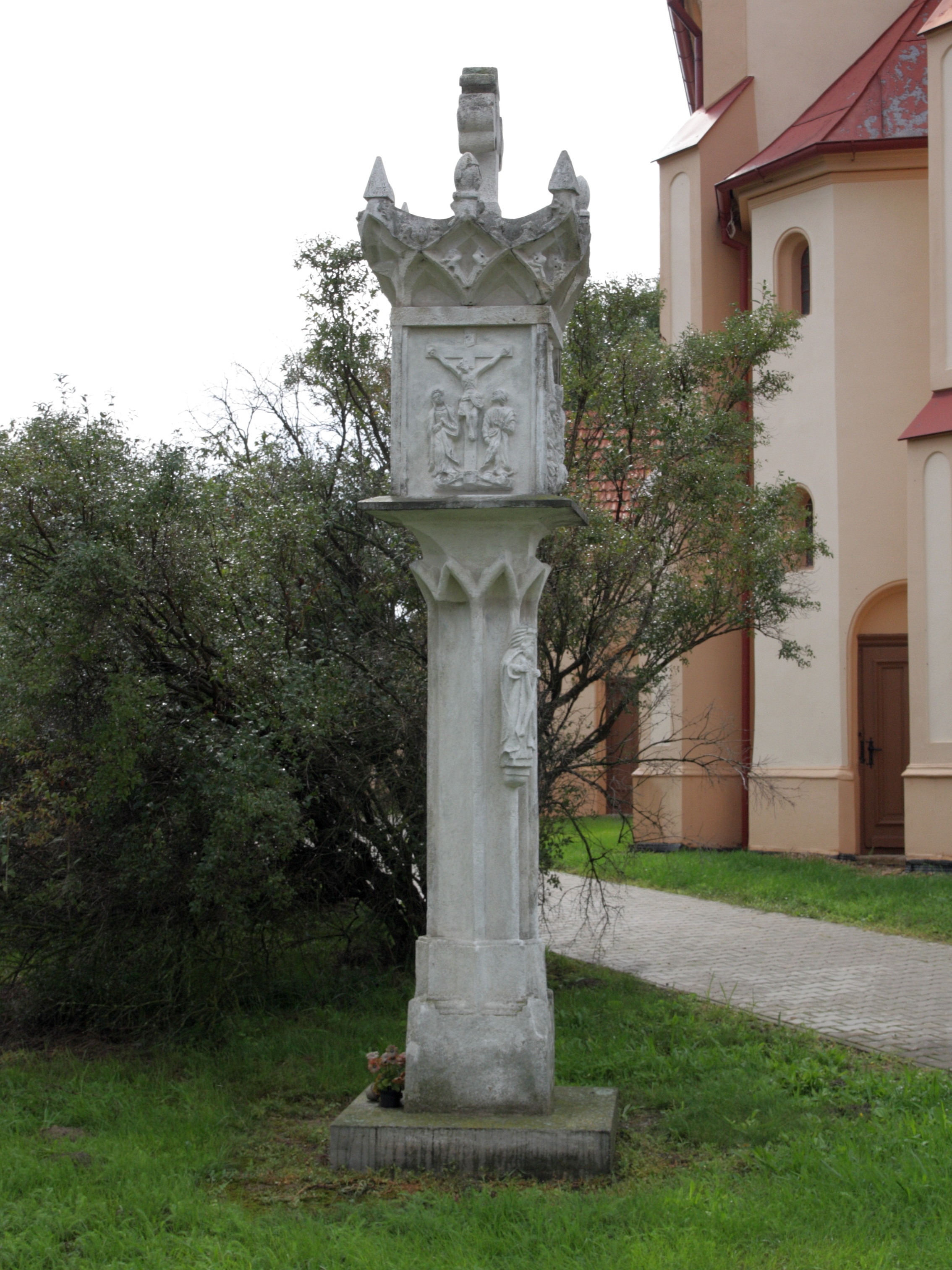
gotická boží muka u kostela